# 鬼ごっこ
鬼ごっこ（）は、子供の遊びの一つである。子供の屋外遊びとしては最もポピュラーなものであり、狭義には、メンバーからオニ（親）を一人決め、それ以外のメンバー（子）は決められた時間内に逃げ、オニが子に触ればオニが交代し、遊びが続くという形式のものをさす。鬼事（おにごと）や鬼遊びとも呼ばれる。
類似する遊びは世界中に存在し、ブリューゲルの絵画『子供の遊戯』にも、目隠しをしたオニが子を追いかける「目隠し遊び」の様子が描かれている。
また、オニと子の呼び方も多様であり、日本では追う側が鬼、追われる側が子と呼ばれるが、アメリカではルールも同じ「タグ」（tag）、ヨーロッパの「狐とがちょう」、中国の「鷹と鶏」、イランの「狼と仔羊」、ネイティブアメリカンの「コヨーテとおやじ」などさまざまな呼び名がある。自転車の鬼ごっこもタッチで交代と言うルールがある。

## ルール
狭義の鬼ごっこのルールは、次のようなものになる。
鬼ごっこは2人以上の参加者によって行われ、1人のオニ（親ともいう）と残りの子に分かれる。最初の鬼はじゃんけんなどによって定めることが多い。
スタートと同時に、子は一斉にオニから遠く離れるべく逃げ出す。オニは一定時間（これは開始に先立って参加者間で定められる。たとえば「10数える間」など）その場にとどまり、その後で子を追いかける。オニ・子ともに移動は自由だが、逃げる範囲（開始前に「この公園の中」など明確に定められるか、あるいは漠然と不文律的に定められている）を逸脱することは禁じられている。また、自転車などの乗り物の利用や絶対的にオニが子にタッチできない状態をつくる（例えば屋内での鬼ごっこであれば一部屋に鍵を掛けて立て籠もるなど）ことは禁じられている。オニは子の体の一部分に触れることで子を捕まえることができる。捕まった子は新たにオニとなり、捕まえたオニは新たに子となる。これを繰り返すことでゲームは進行する。
また、鬼ごっこのルールには多様なバリエーションが存在する。
加古里子は『遊びの四季』（じゃこめてい出版、1975年）で「鬼ごっこ」のバリエーションとして、鬼の力の強さに応じて、
- 鬼の力が強く、子は逃げるだけのもの
- 鬼の入れない領域やハンデを課してその力を制限するもの
- 子のうちの少数が鬼に対抗できる力を持つもの
- 鬼の力を奪い取るものや鬼と子の力が互角のもの
- 何らかの弱点を持った鬼がいじめられるもの

という5つの類型を紹介している。
また、同氏が文献等の調査に基づいて執筆した『伝承遊び考3 鬼遊び考』（小峰書店、2008年）では、「鬼ごっこ」を含む「鬼遊び」には500種類の基本形があり、それぞれに4ないし5種類のバリエーションが想定されるため、最低でも2000種類の鬼遊びが存在するとしている。
加えて、情報機器の発達に伴い、ニンテンドーDSのピクトチャットを連絡手段に使う鬼ごっこを行う子供達が現れるなど、時代と共に鬼ごっこの風景も変わっている。

## ギネス世界記録
YouTuberのFischer'sが、10908人を集めた鬼ごっこを行い「一つの会場で同時に鬼ごっこをした最多の人数」でギネス世界記録を達成した。

## タッチの呼称
一部地域ではオニが子にタッチする行為に特定の名称が存在する。
- でん（をつく）（大阪府） - 鬼ごっこ以外でもタッチそのものを指す用語や、短時間の滞在、とんぼ返りを指す用語としても使用される（「○○さんの家にでんして帰ってきただけや」など）。鬼ごっこそのものが「でんつき」と呼ばれる事もある（ただし「でんつき」はどちらかというと「缶蹴り」に近い遊びの意味で使われることが多い）。
- あがり（奈良県の一部）
- えった（北海道） - ロシア語が語源という説がある。

## 鬼ごっこ系の遊び
鬼ごっこの一種、鬼ごっこから派生した遊びなど。
- 目隠し鬼
- いろ鬼
- こおり鬼
- かわり鬼
- バナナ鬼
- しっぽ鬼
- 高鬼
- 手つなぎ鬼
- ボール鬼
- ケイドロ
- 隠れ鬼ごっこ
- ぼうけん
- バラ当て
- 水雷艦長

## 派生競技
- スポーツ鬼ごっこ
- チェイスタグ
- パルクール鬼ごっこ